# Dustmann
DUSTMANN.Store GmbH  is een modewarenhuis in het stadsdeel Hombruch van het Duitse Dortmund.

## Geschiedenis
Aan de Harkortstrasse in Hombruch werd in 1971 het Dula-center gebouwd. Dula is onderneming die actief is als interieurbouwer voor detailhandel en horeca en het centrum was bedoeld om de mogelijkheden die Dula te bieden had op het gebied van winkelinrichting uitgebreid te presenteren. In het Dula-center,  was oorspronkelijk een Kepa-warenhuis gevestigd. Toen Karstadt stopte met de Kepa-formule werd het een Karstadt-filiaal. Op 31 augustus 1995 sloot Karstadt het filiaal, waarna Burgholz KG uit Dülmen het warenhuis ging exploiteren. In 2002 ging Burgholz failliet.
Twee jaar later werd het warenhuis overgenomen door Dustmann en verder ging onder de naam Kaufhaus Dustmann. In 2011 maakte Dustmann bekend dat het oorspronkelijke warenhuispand - in gezamenlijk bezit van Dustmann&Co.KG en Dula Ladenbau - met twee verkoopverdiepingen, uitgebreid zou worden met een derde verdieping. De heropening zou eind 2012 plaatsvinden en de winkel zou open blijven tijdens de verbouwing. Uiteindelijk startte de verbouwing in april 2017, waarbij de plannen tussentijds gewijzigd waren. In de nieuwe plannen werd nog een extra verdieping toegevoegd, zodat het warenhuis uiteindelijk vier verdiepingen kreeg met een totale oppervlakte van 4000m².
Omdat het nieuwe plan ingrijpender was dan de eerdere plannen werd het warenhuis gesloten tijdens de verbouwing. Op 13 oktober 2018 werd het weer geopend als 'lifestylestore' onder de naam DUSTMANN.Store. Het warenhuis biedt naast mode, schoenen en modeaccessoires, schrijfwaren, speelgoed en woonaccessoires aan.